# Adela de Pfalzel
Adela, Adula o Adola de Pfalzel (Moselle-Maas, c. 675-Pfalzel, 24 de diciembre de 732), abadesa benedictina.
Fundadora y primera abadesa del monasterio benedictino de Pfalzel (Tréveris), que tenía la misma regla que los monasterios de Ohren y Nivelles.
Abuela y educadora de Gregorio de Utrecht. Murió alrededor de 730.
Debe identificarse con la abadesa Adola, que recibió una carta de la abadesa Elfled de Streaneshalch, y con Adula, la "religiosa matrona nobilis", que estuvo en Nivelles el 17 de marzo de 691 y cuyo hijo fue salvado allí por ahogamiento. La identificación de Adela con Attala, hija de Irmina, es bastante insegura, como tampoco se demuestra que Adela fuera hija de Dagobert II y hermana de Irmina; finalmente, el "testamentum Adulae" no es genuino.
Mabillon parece tener algunas reservas acerca de la santidad de Adela, que también tiene atestaciones antiguas, como la informada por un leccionario medieval de Schorn ("Haec sanctissima A. plena dierum migravit ad Christum"), de la que también parece que Adela fue enterrada en su monasterio. En 1802 se retiró el sepulcro; la caja con las reliquias, llevado a la iglesia parroquial de San Martino, se abrió en 1868: solo se encontró una copia del testamento de Adela y un registro de 1802. La tabla de plomo del traslado de 1207 y la tapa original del sepulcro se encontraron en el mismo año detrás del altar mayor, mientras que la cabeza y los huesos de la santa, ocultos bajo el mismo altar, fueron descubiertos en 1933.
Está vinculada a San Bonifacio, que predicó el Evangelio en Frisia, en la primera mitad del siglo VIII. Durante uno de sus viajes desde Frisia a Renania, el misionero fue huésped del monasterio del que Adela estaba a cargo. La tradición dice que quedando viuda, entró en el monasterio fundado por ella misma con su sobrino Gregorio. Durante la estancia en el monasterio, Bonifacio habló del Evangelio y el niño, admirado, quiso seguirlo. Se convirtió en uno de los discípulos del misionero.
Su memoria se confunde con la de Santa Irmina, unida por la santidad, si no por el parentesco. La memoria de Santa Adela se registra el 18 y el 24 de diciembre, junto al de Santa Irmina.